# Serge Gakpé
Serge Gakpé (ur. 7 maja 1987 w Bondy) – togijski piłkarz francuskiego pochodzenia występujący na pozycji napastnika w klubie    Cercle Brugge oraz w reprezentacji Togo. Wychowanek AS Monaco, w swojej karierze grał także w takich zespołach jak Tours FC, FC Nantes, Standard Liège oraz Genoa CFC. Były młodzieżowy reprezentant Francji.